# 郝家庄镇
郝家庄镇，原为郝家庄乡，是中华人民共和国山西省长治市上党区下辖的一个乡镇级行政单位。2020年3月10日，撤乡设镇。

## 行政区划
郝家庄镇下辖以下地区：
太岳西大街社区、郝家庄村、北郭村、王童村、安城村、任家庄村、信义村、寨子村、宋家庄村、高河村、高村、漳西村、吴村、东下郝村、西下郝村、上郝村、小宋村、景家沟村和白家沟村。